# گرمابه منصور
گرمابه منصور مربوط به دوره قاجار است و در شهرستان بویین زهرا، بخش آوج، روستای منصور واقع شده و این اثر در تاریخ ۱۹ مرداد ۱۳۸۴ با شمارهٔ ثبت ۱۲۸۹۵ به‌عنوان یکی از آثار ملی ایران به ثبت رسیده است.